# White Iverson
"White Iverson" é o single de estreia do cantor e rapper norte-americano Post Malone, gravada para seu álbum de estreia Stoney (2016). Originalmente foi lançado em 4 de fevereiro de 2015 no perfil de Malone no SoundCloud. Foi lançado como um single oficial em 14 de agosto de 2015 pela Republic Records, servindo como primeiro single do álbum. A faixa foi produzida pelo próprio Malone e Por Rex Kudo. Alcançou o número 14 na Billboard Hot 100 dos Estados Unidos.

## Antecedentes e lançamento
Post se mudou para Los Angeles e conheceu FKi 1st, que o apresentou a Rex Kudo, que por sua vez o ajudou a produzir "White Iverson". Post gravou a canção dois dias depois que ele a escreveu. Ele pensou no nome depois de ter tranças em seu cabelo, pensando que ele parecia um "White Iverson", uma referência ao jogador profissional de basquete, Allen Iverson. Após a conclusão, em fevereiro de 2015, foi publicado na conta de Malone no SoundCloud. Ele rapidamente chamou a atenção de gravadoras, ganhando mais de um milhão de plays no mês em que foi lançada. Ele decidiu assinar com a Republic Records.

## Videoclipe
O videoclipe da canção foi publicado em 19 de julho de 2015, no canal de Malone no YouTube. Desde o seu lançamento, o videoclipe recebeu mais de 865 milhões de visualizações no YouTube.

## Remixes
O remix oficial foi lançado em 7 de dezembro de 2015, com French Montana e Rae Sremmurd. Lil Wayne também lançou um remix de "White Iverson" intitulado "Too Young" para sua mixtape No Ceilings 2. A canção também compartilha o mesmo título do segundo single oficial de Malone, que é, também, o segundo single de seu álbum de estreia Stoney. O rapper Montana of 300 lançou um remix intitulado "White Iverson/Milly Rock Remix".

## Desempenho comercial
"White Iverson" estreou na posição 84 na Billboard Hot 100 na semana de 26 de setembro de 2015, e atingiu o número 14 na semana de 23 de janeiro de 2016. A canção recebeu certificado de 5× Platina pela Recording Industry Association of America (RIAA) por vender cinco milhões de cópias digitais nos Estados Unidos. Malone se referiu a essa canção como sua única canção boa em diversas ocasiões, destacando seu afeto por ela.

### Posições nas tabelas musicais

#### Tabelas semanais
| Tabela musical (2015–17)                     | Melhor posição |
| -------------------------------------------- | -------------- |
| Canadá (Canadian Hot 100)                    | 41             |
| Estados Unidos (Billboard Hot 100)           | 14             |
| Estados Unidos (Billboard Mainstream Top 40) | 27             |
| Estados Unidos (Billboard R&B/Hip-Hop Songs) | 5              |
| Estados Unidos (Billboard Rhythmic)          | 1              |
| Irlanda (IRMA)                               | 91             |
| Portugal (AFP)                               | 71             |

#### Tabelas de fim-de-ano
| Tabela musical (2016)                            | Posição |
| ------------------------------------------------ | ------- |
| Estados Unidos (Billboard Hot 100)               | 65      |
| Estados Unidos (Billboard Hot R&B/Hip-Hop Songs) | 31      |
| Estados Unidos (Billboard Rhythmic)              | 29      |
| Tabela musical (2019)                            | Posição |
| Portugal (AFP)                                   | 644     |